# Protesilaus travassosi
Protesilaus travassosi is een vlinder uit de familie van de pages (Papilionidae). De wetenschappelijke naam van de soort is voor het eerst geldig gepubliceerd in 1938 door Romualdo Ferreira d'Almeida. Deze naam wordt beschouwd als een synoniem van Protesilaus protesilaus.